# Dominic-System
Das Dominic-System ist eine dem Major-System ähnliche, aber einfachere Gedächtnistechnik. Das System wurde von Dominic O’Brien erfunden, um sich die Reihenfolge vieler Spielkarten innerhalb kürzester Zeit merken zu können.
| Ziffer          | 1 | 2 | 3 | 4 | 5 | 6 | 7 | 8 | 9 | 0 |
| Ersatzbuchstabe | A | B | C | D | E | S | G | H | N | O |